# Соборный проспект (Запорожье)
Соборный проспект (укр. Соборний проспект, до 2016 года — проспект Ленина) — главная улица города Запорожье, расположенная вдоль левого берега Днепра. Проспект проходит через четыре городских района — Коммунарский, Вознесеновский, Александровский и Днепровский. Его длина составляет 10,8 км.
Проспект начинается возле железнодорожного вокзала Запорожье I и заканчивается на площади возле ДнепроГЭСа. Начиная свой путь от Привокзальной площади, проспект разрезает территорию Запорожского автомобилестроительного завода и выходит после Транспортной площади на прямой участок (с небольшим изломом) протяжённостью примерно 9 км.

## Наименования
В разные годы части современного Соборного проспекта носили названия: Почтовая, Столбовая, Большая, Главная, Верхняя, Полицейская, Соборная, Карла Либкнехта, 8-я Продольная, Адольфа Гитлера.
4 января 1952 года постановлением горсовета центральной магистрали города было присвоено имя В. И. Ленина.
19 февраля 2016 года проспект был переименован в Соборный.

## История
Участок от ДК «АвтоЗАЗ» до Транспортной площади раньше назывался Кузнечной улицей, включая Шенвизский мост, пересекающий речку Мокрая Московка (возле автовокзала). Кузнечная улица соединялась с Соборной улицей, которая начиналась от дома по современному Соборному проспекту, 36, и заканчивалась Крепостной улицей (до 2016 года — Грязнова) которая согласно утвержденному императором Александром I в 1823 году плану считалась окраиной Александровска. Развитие города в конце XIX века заставило городские власти ходатайствовать перед правительством о расширении границ Александровска. К 1917 году Соборная улица дошла до пересечения с Украинской улицей (появилась в Слободке, пригороде Александровска, в 1905 году). К 1919-у Соборная продолжилась вдоль дороги на Екатеринослав, до Вознесенского моста через реку Сухая Московка. После переименования города Александровска в Запорожье, прошла массовая смена названий и улиц. Согласно приказу Запорожского губисполкома от 16 ноября 1922 года были переименованы 33 улицы, в том числе Соборная улица была переименована в улицу Карла Либкнехта.
Одним из первых актов немецких оккупационных властей во время второй мировой войны стало переименование городских улиц. Так, улица Карла Либкнехта была переименована в улицу Адольфа Гитлера, а часть современного Соборного проспекта в новой части города — в улицу Германа Геринга.
Проект объединения нескольких улиц в единый проспект существовал уже в 1949 году. 4 января 1952 года постановлением горсовета центральной магистрали города было присвоено имя В. И. Ленина. Проспект объединил 4 улицы: 8-ю Продольную улицу в Соцгороде, вновь спланированную улицу на Вознесенке, улицы Карла Либкнехта и Кузнечную в старой части города.

В рамках декоммунизации во исполнение закона Украины «Об осуждении коммунистического и национал-социалистического тоталитарных режимов на Украине и запрете пропаганды их символики» городской совет 19 февраля 2016 года принял решение о переименовании проспекта Ленина в Соборный проспект. Предлагалось также и название «Казацкий», которое не набрало достаточного количества голосов.

## Реконструкция
К 2002 году была сформирована программа реконструкции проспекта Ленина, в которой предусматривались дорожно-ремонтные работы, полная замена инженерных сетей, обновление фасадов домов, озеленение и прочее. Реконструкция проспекта была одним из важнейших направлений деятельности мэра города Александра Поляка. Она проводилась в три этапа и после смерти А. Поляка была продолжена его последователем Евгением Карташовым.
Вначале была полностью обновлена площадь 12 апреля, а также зелёная зона между площадью и Верхней улицей. Позже площадь получила имя Поляка, и на ней заработали два фонтана с подсветкой. На бульваре Шевченко также были устроены фонтаны, а на пересечении бульвара с проспектом Ленина были установлены массивные городские часы, играющие мелодию из фильма «Весна на Заречной улице». По-новому стала выглядеть и находящаяся рядом аллея Славы. Вдоль проспекта были вырублены старые деревья.
Весной 2008 года участок проспекта от памятника Ленину до проспекта Металлургов был реконструирован. Был проведён косметический ремонт зданий, демонтированы рельсы и брусчатка, заменён асфальт, взамен трамвайной линии была устроена разделительная зона с газоном.
Другая часть проспекта от железнодорожного вокзала Запорожье I до Комсомольской улицы была реконструирована к сентябрю 2008 года. На этом участке трамвайное полотно было заменено на бесшумное, плиты и рельсы к которому изготовил днепропетровский завод. Было заменено дорожное покрытие, трамвайная и троллейбусная контактные сети, а также сеть наружного освещения. Были реконструированы тротуары, добавлены новые светофоры и фонари, обновлена боковая зелёная зона. Общая сумма реконструкции составила 50,1 млн грн.

## Длина проспекта
Существуют различные мнения о протяжённости проспекта в сравнении с улицами других городов. Например, в газете «Аргументы и факты» утверждается, что проспект является одним из самых длинных проспектов Европы и самым длинным проспектом среди носивших имя Ленина. Другие источники утверждают, что проспект является длиннейшим в Европе. И первое и второе мнения не соответствуют действительности — например, длина Московского проспекта в Харькове равна около 18 км, а проспекта Ленина в Волгограде — около 15 км, проспекта Ленина в Волжском — около 13 км.

## Галерея
- Кузнечная улица в конце XIX века
- Дом Лещинского в старой части города
- Фонтан на площади Маяковского
- Недалеко от пересечения с просп. Металлургов
- Дома на Соцгороде (арх. В. А. Лавров, 1936 г.)
- Пятый корпус Запорожского национального университета
- Вечный огонь и памятник «Павшим борцам за Октябрь» на площади Свободы
- Свято-Покровский архиерейский собор